# 賈克·歐迪亞
賈克·歐迪亞（法語：Jacques Audiard，法語發音：[ʒak odjaʁ]；1952年4月30日—）是一位法國電影導演，父親米歇尔·奥迪亚尔也是一位著名電影導演，坎城影展金棕櫚獎得主。

## 生平
賈克·歐迪亞出生於巴黎，1980年代開始編寫劇本。他於1994年執導首部電影作品《見人倒下》，由馬修·卡索維茨及尚-路易·特罕狄釀所主演，並獲得凱撒獎的肯定。賈克·歐迪亞執導的第二部電影《沉默的英雄》也是由馬修·卡索維茲及尚-路易·特罕狄釀所主演。
《我心遺忘的節奏》入圍凱撒獎10項提名，最後獲得8項大獎，也讓賈克·歐迪亞獲得最佳導演獎。而《大獄言家》則讓他獲得第62屆坎城影展評審團大獎，並第二度獲得凱撒獎最佳導演獎。
2015年，賈克·歐迪亞以《流離者之歌》榮獲第68届坎城影展金棕櫚獎。
2024年，再以《璀璨女人夢》榮獲第77届坎城影展評審團獎。

## 作品
- 1994年：《見人倒下》（Regarde les hommes tomber）
- 1996年：《沉默的英雄（法语：Un héros très discret）》（Un Héros très discret）
- 2001年：《唇語驚魂》（Sur mes lèvres）
- 2005年：《我心遺忘的節奏》（De battre mon cœur s'est arrêté）
- 2009年：《大獄言家》（Un prophète）
- 2012年：《烈愛重生》（De rouille et d'os）
- 2015年：《流離者之歌》（Dheepan）
- 2018年：《淘金殺手》（The Sisters Brothers）
- 2021年：《愛慾巴黎十三區》（Les Olympiades）
- 2024年：《璀璨女人夢》（Emilia Perez）

## 外部連結
- Jacques Audiard在互联网电影资料库（IMDb）上的資料（英文）
- 賈克·歐迪亞在豆瓣上的资料（简体中文）